# NYC Taxi (canción)
NYC Taxi (Taxi de la ciudad de Nueva York en español) es una canción interpretada por Getter Jaani en el Eesti Laul de 2012. Compuesta por Sven Lõhmus, fue estrenada mundialmente el 3 de marzo de 2012.
- Datos: Q3743159